# Mireia
Mireia is een geslacht van kevers uit de familie bladsprietkevers (Scarabaeidae). Het geslacht werd voor het eerst wetenschappelijk beschreven in 1953 door Gaston Ruter.

## Soorten
- Mireia sternalis Ruter, 1953